# How It Ends (Film)
How It Ends ist ein Action-Thriller aus dem Jahr 2018. Er beschreibt ein apokalyptisches Ereignis an der US-amerikanischen Westküste. Im Chaos der Ereignisse fährt ein Mann mit seinem Schwiegervater von Chicago nach Seattle, wo sich seine schwangere Freundin mitten im Epizentrum der Katastrophe befindet. Der Film erschien auf der Videoplattform Netflix. In den Hauptrollen spielen Forest Whitaker, Theo James, Mark O’Brien und Kat Graham.

## Handlung
Will, ein Anwalt, ist zu Besuch bei seinen Schwiegereltern in Chicago. Er möchte die gute Nachricht verkünden, dass seine Partnerin Samantha schwanger ist und seinen Schwiegervater um den Segen für die bevorstehende Heirat bitten. Doch es kommt mal wieder zum Streit; besonders mit seinem Schwiegervater Tom versteht Will sich überhaupt nicht. Kurze Zeit später ereignet sich im Land eine Katastrophe, doch keiner weiß genau was passiert ist. Es gibt lauter Spekulationen: War es ein Erdbeben oder ein Vulkanausbruch? Stromversorgung und Telefonverbindungen sind landesweit ausgefallen.
Tom und Will entscheiden sich daher: Sie müssen gemeinsam mit dem Auto den weiten Weg nach Seattle zurücklegen, um nach der schwangeren Samantha zu schauen. Doch das stellt sich als schwerer als gedacht heraus, denn schließlich ist im ganzen Land das Chaos ausgebrochen. Und so fahren Tom und Will durch ein Amerika, das innerhalb weniger Tage scheinbar von Gaunerbanden und Fakesheriffs übernommen wurde. Zudem treffen sie unterwegs wegen eines Fahrzeugschadens auf die Mechanikerin Ricki, die sich ihnen eine Zeit lang anschließt. Auf der Fahrt wird Tom während einer Verfolgungsjagd schwer verwundet und stirbt im Laufe der Handlung. Will zündet den beschädigten Wagen mitsamt der Leiche an und versucht sich weiter durchzuschlagen.
Unterwegs wird Will schließlich von einer Familie mitgenommen. Bei der Weiterfahrt kommen sie an diversen mit Asche zugeschütteten Autos mit Leichen vorbei. Sie machen Rast im verlassenen Haus von Wills Vater. Am nächsten Morgen tauscht Will den Geländewagen der Familie gegen einige Dinge aus dem Besitz seines Vaters und macht sich alleine auf die Weiterfahrt nach Seattle.
Schließlich erreicht er das schwer verwüstete Haus von Samantha. Dort findet er eine Notiz seiner Partnerin, aus der er schließen kann, dass sie noch lebt. Sie ist in einer alten Hütte mit Jeremiah, der sie gerettet hat. Es stellt sich heraus, dass Jeremiah sich in Samantha verliebt hat, und dass er daher Will töten will, sodass Will ihn tötet. Nachdem es abermals stark bebt, flieht Will mit Samantha in eine ungewisse Zukunft.
Am Ende werden sie von einem pyroklastischen Strom verfolgt, vor dem sie zu fliehen versuchen. Sowohl das Schicksal der beiden, als auch die Ursache der Katastrophe bleiben unklar.

## Hintergrund
Bereits 2011 gab Sierra Affinity bekannt, einen Film über die Flucht eines Mannes und Schwiegersohnes vor einer Katastrophe machen zu wollen, basierend auf einem Script von 2010. 2015 wurde schließlich David M. Rosenthal als Regisseur ins Boot geholt. 2016 sicherte sich schließlich Netflix sämtliche Rechte am Film. Im Januar 2017 wurde bekannt, dass Forest Whitaker und Kat Graham die Hauptrollen übernehmen würden, im September wurde Mark O’Brien als weiterer Darsteller gecastet.
Der erste Trailer zum Film erschien am 22. Juni 2018, veröffentlicht wurde er schließlich am 13. Juli 2018 auf Netflix.
Der Film vermischt Elemente von Endzeitfilm und Roadmovie.
Ein großer Vulkanausbruch, wie im Film besonders gegen Ende gezeigt, ist in den USA tatsächlich möglich. Ein Ausbruch des Yellowstone-Supervulkans würde das Land ähnlich hart treffen.

## Rezension
Der Film bekam vor allem negative Kritiken. Auf Rotten Tomatoes erreichte der Film nur einen Score von 17 % bei 18 Reviews.